# Leo Uhl
Leo Uhl (* 27. November 1875 in Wien; † 25. April 1934 ebenda) war ein Wiener Volkssänger, Genrehumorist, Schauspieler und Gastwirt.

## Leben

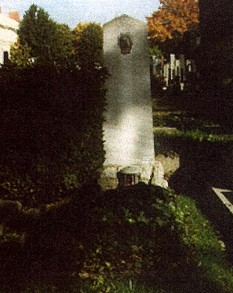
Grabstätte von Leo Uhl

Leo Uhl wurde in der damaligen Wiener Vorstadt Lerchenfeld geboren. Er kehrte nach einigen Wanderjahren in einer herumziehenden Schauspielertruppe in der Provinz in seine Heimatstadt Wien zurück und trat dort mit Edmund Guschelbauer und Luise Montag auf. Uhl wurde bald durch seine gesanglichen und darstellerischen Leistungen, vor allem seiner Wiener Typen, „Wasserer“ und „Mistbauer“ populär. Ein „Wasserer“ war ein Pferdewagenwäscher, ein Knecht der Fiaker, der außerdem die Pferde mit Wasser zu versehen hatte.
1896 spielte er in der Volkssänger-Gesellschaft Schieferl zusammen mit Mirzl Kühne in J. Mandl’s Etablissement, Hernals in der Hauptstraße. Von 1904 bis 1909 war er Mitglied der Budapester Orpheumgesellschaft. Anschließend spielte er im Etablissement Gartenbau mit Hermine Ferry und dem Komiker Martin Schenk. Zusammen mit seinem Cousin, dem Volksdichter und Komponisten Ludwig Gruber, der über 2000 Wienerlieder schrieb, gründete er eine Sommervarietébühne. 1913 übernahm er die Direktion in Neufellners Etablissement Neues Orpheum. Zuletzt betrieb er die Heurigenschenke Alt Wiener Platzerl in Salmannsdorf, wo er seine Gäste nicht nur mit Speis und Trank, sondern auch mit Darbietungen erfreute.
Sein Grab liegt auf dem Wiener Zentralfriedhof Gruppe 30B Reihe 16, Grab 27.